# Etrema rubroapicata
Etrema rubroapicata é uma espécie de gastrópode do gênero Etrema, pertencente à família Clathurellidae.